# Dolmen d'El Romeral
Pour les articles homonymes, voir Romeral.
Le dolmen d'El Romeral est un dolmen situé dans la commune d'Antequera, en Andalousie (Espagne). Avec le dolmen de Menga et celui de Viera, il forme l'ensemble archéologique des dolmens d'Antequera.

## Description
Sa structure intérieure est très proche de celle du dolmen de Viera, avec un corridor menant à une chambre funéraire. Par contre, derrière cette première salle se trouve une autre chambre, plus petite, à base circulaire. Les parois de chacune des chambres se rapprochent progressivement les unes des autres vers le haut, donnant une impression de voûte. Malgré tout, le toit des deux salles est formé chacune d'un mégalithe posé à l'horizontale. Toute cette structure est recouverte, comme les deux autres dolmens d'Antequera, d'un tumulus de terre.
Le dolmen est daté du Chalcolithique.